# Псилос
„Елевтерос Логос“ (на гръцки: Ψύλλος, в превод Бълха) е гръцки вестник, издаван в град Бер (Верия).
Вестникът започва да излиза през 1929 година. Издатели му са Занос Тасос, Янис Спанидис, Янис Алексиадис – писател и градски хроникьор. Подзаглавието е „Седмичен обществено-сатиричен вестник в Бер“ (ΕΒΔΟΜΑΔΙΑΙΑ ΚΟΙΝΩΝΙΚΟΣΑΤΥΡΙΚΗ ΕΦΗΜΕΡΙΣ ΕΝ ΒΕΡΟΙΑ). Според Алексиадис вестникът излиза в три недели и е спрян заради коментар, който не се понравя във „Верия“ и Алексиадис получава един месец затвор.